# نیمه خدا

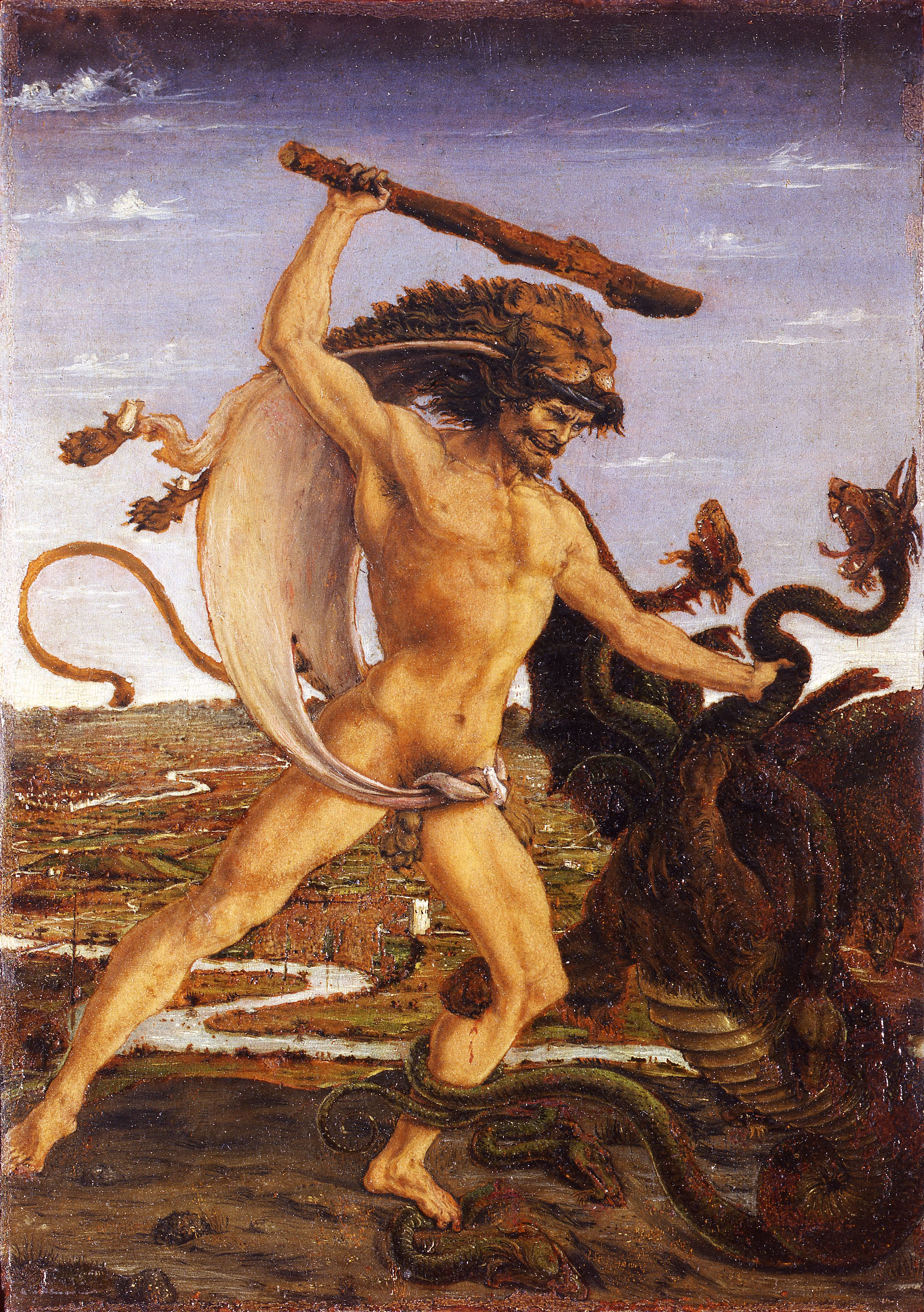
هراکلس و هیدرا لرنا

نیمه خدا (انگلیسی: Demigod) موجودی فراطبیعی است که نیمه آن خدا و نیمه دیگر آن انسان یا موجودی انسانی یا غیرانسانی است که پس از مرگ مقام الهی به او داده می‌شود یا کسی که به معنویت و روشنگری رسیده‌است. نیمه خدای فناناپذیر اغلب در فرقه مذهبی است، در حالی که نیمه خدای فانی کسی است که سقوط کرده یا مرده است، اما به عنوان یک قهرمان عامی در ادیان مختلف یک چندخداپرستی محسوب می‌شود. به صورت مجازی نیز لقب نیمه خدا، برای توصیف شخصی استفاده می‌شود که استعدادها یا توانایی‌هایش به حدی عالی است که به نظر می‌رسد به خدایی نزدیک می‌شوند.

## کلاسیک
در دنیای یونان و روم باستان، مفهوم نیمه خدا تعریف ثابتی نداشت و اصطلاحات مرتبط به ندرت ظاهر می‌شد.
اولین استفاده ثبت شده از این اصطلاح در متون منسوب به شاعران یونان کهن هومر و هزیود وجود دارد. هر دو قهرمانان مرده را به عنوان hemitheoi یا «نیمه خدایان» توصیف می‌کنند. در این موارد، این کلمه به معنای واقعی کلمه به این معنی نبود که این شخصیت‌ها یک پدر و مادر الهی و یکی فانی داشتند. در عوض، کسانی که «قدرت» را نشان می‌دادند خانواده خوب و رفتار خوب را قهرمانها می‌گفتند و پس از مرگ می‌توان آن‌ها را «همیته‌وی» نامید، پیندار نیز اغلب از این اصطلاح به عنوان مترادف برای «قهرمان» استفاده می‌کند.
به گفته نویسنده رومی دیوکاسیوس، سنای روم پس از پیروزی در ۴۶ ق. م در  تاپسوس ژولیوس سزار را نیمه خدا اعلام کرد. با این حال، دیو در قرن سوم پس از میلاد - قرنها پس از مرگ سزار - و مدرن می‌نوشت. منتقدان شک دارند که آیا سنا واقعاً این کار را انجام داده‌است.
اولین رومی که اصطلاح «نیمه خدا» را به کار برد، ممکن است شاعر اووید (۱۷ یا ۱۸ پس از میلاد) باشد که چندین بار در مورد خدایان کوچک از semideus لاتین استفاده کرده‌است. شاعر لوکانوس (۳۹–۶۵) نیز از این اصطلاح برای سخن گفتن از پومپه به الوهیت پس از مرگ استفاده می‌کند. در سال ۴۸ پ. (ش. ۴۱۰–۴۲۰) سلسله مراتبی از خدایان را چنین پیشنهاد کرد:
- خدایان مناسب، یا دوازده ایزد المپ‌نشین
- جنیوس یا دایمون (اسطوره)
- نیمه خداها یا سمون‌ها (که در اتمسفر بالایی ساکن هستند)
- manes و ارواح قهرمانان (که در اتمسفر پایین زندگی می‌کنند)
- خدایان زمینی دوست دارند فائون و ساتیرها